# Tachydromia pygmaea
Tachydromia pygmaea är en tvåvingeart som först beskrevs av Joseph Waltl 1837.  Tachydromia pygmaea ingår i släktet Tachydromia och familjen puckeldansflugor.
Artens utbredningsområde är Tyskland. Inga underarter finns listade i Catalogue of Life.